# James Darcy Freeman
Sir James Darcy Freeman, avstralski rimskokatoliški duhovnik, škof in kardinal, * 19. november 1907, Sydney, † 16. marec 1991.

## Življenjepis
13. julija 1940 je prejel duhovniško posvečenje.
9. decembra 1956 je postal pomožni škof Sydneyja in naslovni škof Hermopolis Parve; 24. januarja 1957 je prejel škofovsko posvečenje. 
18. oktobra 1968 je bil imenovan za škofa Armidala in 9. julija 1971 za nadškofa Sydneyja.
5. marca 1973 je bil povzdignjen v kardinala in imenovan za kardinal-duhovnika S. Maria "Regina Pacis" in Ostia mare.
Upokojil se je 12. februarja 1983.